# アストラゼネカ
アストラゼネカ（英語: AstraZeneca plc）は、イギリス・ケンブリッジに本社を置く製薬企業である。ロンドン証券取引所、ナスダック・ストックホルム、NASDAQ上場企業（LSE: AZN、Nasdaq Nordic AZN、NASDAQ: AZN）。

## 歴史
イギリスの大手化学会社ICIから医薬品部門が分離したゼネカ（Zeneca Group plc）と、スウェーデンに本拠を置き北欧最大の医薬品メーカーであったアストラ（Astra AB）が1999年に合併して誕生した。
アストラは1913年に設立、1927年から1957年までCEOを務めたBorje Gabrielssonのもとで大手製薬会社に成長、1948年にスウェーデン国内市場にペニシリンおよび麻酔薬を導入した。ゼネカは1993年にICIから分離、1994年から1997年にかけてアメリカ合衆国の癌治療センター運営企業であるSalick Health Careの株式を取得し、腫瘍薬分野が強化された。1998年に入り殺生物剤など非主力分野を売却すると共に、新薬の開発コスト上昇を受け提携企業を探していたアストラとの経営統合が12月に合意され、翌年1月合併が実現した。
2010年、アストラゼネカは、セロクエルを高齢者や、死亡リスクを高める小児への適応外使用を勧める違法なマーケティングを行い、5.2億ドルの罰金が科された。
2020年9月、アメリカにおける株式上場先をニューヨーク証券取引所からNASDAQに変更した。2021年7月、希少疾患領域に強みを持つアメリカのアレクシオン・ファーマシューティカルズの買収を完了し子会社化した。
アストラゼネカの主力製品は腫瘍薬分野であり、売上の3分の1以上を占めている。また日本市場の売上はアメリカ、中国に次ぐ第3位である。製品開発上の主要拠点は本社を置くケンブリッジに加えて、アメリカ・メリーランド州のゲイザースバーグ、スウェーデンのヨーテボリに置かれている。

### 新型コロナウイルス用ワクチンの開発関与
オックスフォード大学が進めている新型コロナウイルスワクチン候補の開発、製造に参画。2020年5月までに10億回分のワクチン製造能力を整えた。製造準備等の資金は、アメリカ生物医学先端研究開発局から10億ドル超の支援を受けていることが明らかになっている。

## 日本法人
日本には現地法人として、大阪市北区大深町のグランフロント大阪内にアストラゼネカ株式会社（AstraZeneca K.K.）の本社を置く。また東京都港区田町ステーションタワーに東京支社を置いている。

### 沿革
- 1974年4月：アイ・シー・アイファーマ株式会社設立（英ゼネカと住友化学工業（現、住友化学）が提携して設立。その後ゼネカ株式会社に社名変更）。
- 1975年4月：藤沢アストラ株式会社設立（スウェーデン企業のアストラと藤沢薬品工業（現、アステラス製薬）が提携して設立。その後アストラジャパン株式会社に社名変更）。
- 1998年1月：滋賀県坂田郡米原町（現・米原市）の米原工場操業開始。日本国内の製造拠点となっている。
- 2000年1月：アストラジャパンとゼネカが合併し、アストラゼネカ株式会社発足。
- 2021年1月：大阪府との包括連携協定の締結を発表[18]。

## 主要製品
癌系
- カソデックス：前立腺癌治療薬（抗ホルモン薬）
- ゾラデックス：前立腺癌／閉経前乳癌治療薬（抗ホルモン薬）
- ザイティガ：前立腺癌治療薬（CYP17阻害剤）
- ノルバデックス：乳癌治療薬（抗ホルモン薬）
- アリミデックス：閉経後乳癌治療薬（アロマターゼ阻害剤）
- フェソロデックス:乳癌治療薬(抗エストロゲン剤)
- イレッサ：手術不能又は再発非小細胞肺癌治療薬（上皮成長因子受容体 (EGFR) チロシンキナーゼ阻害剤）
- リムパーザ：乳癌・卵巣癌治療薬（PARP阻害剤）
- タグリッソ：EGFR遺伝子変異陽性の手術不能又は再発非小細胞肺癌治療薬（抗悪性腫瘍剤/チロシンキナーゼ阻害剤）
- イミフィンジ：切除不能な局所進行の非小細胞肺癌における根治的化学放射線療法後の維持療法、切除不能な進行・再発の非小細胞肺癌、進展型小細胞肺癌、限局型小細胞肺癌における根治的化学放射線療法後の維持療法、切除不能な肝細胞癌、治癒切除不能な胆道癌、進行・再発の子宮体癌（ヒト型抗ヒトPD-L1モノクローナル抗体）
- イジュド：切除不能な進行・再発の非小細胞肺癌、切除不能な肝細胞癌( ヒト型抗ヒトCTLA-4モノクローナル抗体　トレメリムマブ（遺伝子組換え）製剤 )
- カルケンス：未治療の慢性リンパ性白血病 (抗悪性腫瘍剤／ブルトン型チロシンキナーゼ阻害剤)
- トルカプ： 内分泌療法後に増悪したPIK3CA、AKTI 又はPTEN 遺伝子変異を有するホルモン受容体陽性かつHER2陰性の手術不能又は再発乳癌 (抗悪性腫瘍剤（AKT阻害剤）)

内分泌系
- フォシーガ：2型糖尿病、1型糖尿病、慢性心不全、慢性腎臓病治療剤（選択的SGLT2阻害剤）

循環器系
・クレストール：高コレステロール血症治療薬（HMG-CoA還元酵素阻害剤、塩野義製薬創薬）
・ブリリンタ：抗血小板剤 ・オンデキサ：直接作用型第Xa因子阻害剤中和剤
・スプレンジール：高血圧症(Ca拮抗剤)
・ロケルマ：高カリウム血症改善剤
呼吸器系
- パルミコートタービュヘイラー：気管支喘息治療薬（吸入ステロイド薬: ブデソニド）
- パルミコート吸入液：気管支喘息治療薬（吸入ステロイド薬:ブデソニド）
- シムビコートタービュヘイラー：気管支喘息、及び慢性閉塞性肺疾患治療薬（吸入ステロイド薬のブデソニドと長時間作用性吸入β2刺激薬ホルモテロールの配合剤）
- ファセンラ皮下注：気管支喘息治療薬（ヒト化抗IL-5受容体αモノクローナル抗体製剤）
- ビベスピエアロスフィア：COPD治療配合剤（グリコピロニウム臭化物/ホルモテロールフマル酸塩水和物製剤）
- ビレーズトリエアロスフィア：COPD治療配合剤（ブデソニド/グリコピロニウム臭化物/ホルモテロールフマル酸塩水和物製剤）
- テゼスパイア：気管支喘息治療薬(ヒト抗TSLPモノクローナル抗体)

免疫系
・サフネロー： 既存治療で効果不十分な全身性エリテマトーデス(ヒト抗I型インターフェロン受容体1モノクローナル抗体)

消化器系
- ネキシウム : 消化性潰瘍・逆流性食道炎治療薬(PPI)

## 訴訟
2002年、抗がん剤であり、上皮細胞成長因子阻害薬の「イレッサ」（一般名：ゲフィチニブ）の承認を世界に先駆けて日本で獲得したが、副作用などが問題となった。2013年、厚生労働省第4回ゲフィチニブ検討会にて、ガイドラインの周知を図ることでイレッサを使い続けることを決定した。